# DJ Aligator
 Der er for få eller ingen kildehenvisninger i denne artikel, hvilket er et problem. Du kan hjælpe ved at angive troværdige kilder til de påstande, som fremføres i artiklen.

DJ Aligator (født Aliasghar Movasat den 10. marts 1975 i Tehran, Iran) er en dansk producer, der fik et internationalt hit med singlen "The Whistle Song" – oprindeligt udgivet i 2000 – der opnåede en placering som #5 på den britiske single-hitliste i 2002. Han optrådte i BBC's prestigefulde tv-show Top of the Pops, som én af få danskere nogensinde. Sangen solgte desuden fire gange platin i Danmark med #1-placeringer på både single- og Dancechart-listen.
"The Whistle Song" solgte 800.000 eksemplarer på verdensplan, mens debutalbummet Payback Time har solgt 400.000 eksemplarer. Sammenlagt har DJ Aligator solgt 1,5 millioner album og singler på verdensplan.
Teksterne i sange som "Lollipop", "The Whistle Song" og "Doggy Style", der er kendt for deres åbenlyse seksuelle referencer, er ikke sunget af DJ Aligator selv, men derimod af den afrikanskfødte rapper Al Agami.
DJ Aligator har remixet for navne som Me & My, Infernal, Nik & Jay, O-Zone og Medina.

## Liv og karriere

### Opvækst (1975–1994)
DJ Aligator blev født i Teheran i Iran. På grund af Iran-Irak-krigen flygtede han som 13-årig alene til København, hvor søsteren studerede. I Danmark blev DJ Aligator undervist i klassisk piano og jazzklaver og blev også optaget på det Rytmisk Musikkonservatorium.

### Tidlig karriere (1995–1999)
Før sin solokarriere var DJ Aligator med i et boyband sammen med bl.a. Amir fra Toy-Box. Senere var han med i eurodance-gruppen Factual Beat sammen med sangerinden Christina Geisnæs og rapperen René Dif. Gruppen nåede at udsende et enkelt album, Groove Your Soul i 1995. I 1998 lavede han sammen med sangskriveren Brandon Kirkham eurodance-gruppen Zoom med sangerinden Anja Øjken i front. Gruppen udsendte et selvbetitlet album i 1999, hvorfra singlen "Words" (oprindeligt af F. R. David) blev et top 10-hit i Danmark.

### Gennembrud (2000–)
I slutningen af 1990'erne spillede DJ Aligator dj fast på Discotek Picadilly i Hillerød. Efter inspiration fra Aqua og Hit'n'Hide begyndte han at lave eurodance. DJ Aligator's første solosingle "The Whistle Song" indeholdt et fløjtetema fra "Singin' in the Rain" fra musicalen af samme navn (1952). Ifølge DJ Aligator er stilen "hardcore dance" blandet med "poppede og platte elementer". DJ Aligator fik idéen til sangen en aften på Discotek Picadilly, hvor lokalet var fyldt med fodboldfans med fløjter. Efter forgæves at have forsøgt at få sangen udgivet på pladeselskaber som Universal, EMI, og Warner besluttede DJ Aligator at sende CD'er med sangen ud til forskellige DJ's. "The Whistle Song" blev hurtigt et undergrundshit på diskotekerne, og derfor besluttede DJ Aligator at kontakte Kenneth Bager fra pladeselskabet Flex Records (underafdeling til EMI), som besluttede at udgive det i 2000. Singlen blev et hit på den danske singlehitliste og Dancecharten og blev ligeledes et top 10-hit i Sverige og Norge. I Storbritannien opnåede singlen en femteplads på UK Singles Chart i 2002. Succesen betød, at DJ Aligator samme år optrådte i BBCs prestigefulde tv-show Top of the Pops som én af få danskere nogensinde. Sangen modtog fire gange platin i Danmark og solgte tæt på 50.000 singler.

## Diskografi

### Album
- Payback Time (2000)
- The Sound of Scandinavia (2002)
- Music Is My Language (2005)
- Kiss My B-ass (2009)
- Next Level (2012)

### Singler
- "The Whistle Song" (2000)
- "Lollipop" (2000)
- "Turn Up the Music" (2000)
- "Doggy Style" (2000)
- "Temple of India" (2001)
- "Stomp" (2002)
- "I Like To Move It" (feat. Dr. Alban) (2002)
- "Mosquito" (2002)
- "Dreams" (feat. Christina Undhjem) (2002)
- "Davaj Davaj" (feat. MC Vspishkin) (2004)
- "Music Is My Language" (feat. Arash) (2005)
- "Protect Your Ears" (2005)
- "Countdown" (2006)
- "Meet Her at the Loveparade 2007" (2007)
- "KAOS" (2008)
- "Calling You" (2009)
- "Shine" (feat. Heidi Degn) (2009)
- "Gi' det til dig"  (feat. Jinks) (2010)
- "Starting Over" (2011)
- "Trash the Club" (2011)
- "The Perfect Match" (feat. Daniel Kandi) (2012)
- "Be With You" (feat. Sarah West) (2012)
- "Fist Pump" (2014)
- Heaven Is Falling (2016)
- Bang That Drum feat. Copenhagen Drummers (2020)